# Sonicazione
La sonicazione è un termine utilizzato per descrivere l'utilizzo di onde acustiche, in particolare ultrasoniche, per vari scopi. In laboratorio la sonicazione è normalmente condotta con l'ausilio di un sonicatore, un apparecchio che genera vibrazioni meccaniche amplificate sfruttando corrente elettrica ad elevata frequenza prodotta da un generatore. Gli ultrasuoni vengono trasmessi in una vasca contenente acqua, che può essere anche termostatata a varie temperature. La cavitazione sonica è l'effetto energetico che viene fondamentalmente sfruttato.
La sonicazione permette di velocizzare la dissoluzione dei soluti in determinati solventi, utile soprattutto nei casi più problematici. Un utilizzo importante riguarda la preparazione di campioni per NMR. Altro utilizzo fondamentale consiste nel provvedere energia per originare reazioni sonochimiche. In ambito biologico la sonicazione permette di estrarre efficacemente enzimi e proteine per lisi di membrane cellulari di batteri o colture cellulari.
Altri utilizzi riguardano l'estrazione da un terreno di sostanze da sottoporre ad analisi e la pulizia di oggetti su larga scala.

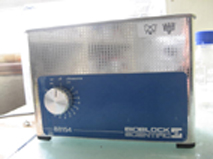
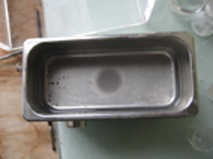